# Estação Ferroviária de Sumaré
A Estação de Sumaré é a antiga estação ferroviária do município de Sumaré, localizado no interior do estado de São Paulo.
Faz parte da Linha Tronco da Companhia Paulista de Estradas de Ferro.

## História
A estação foi inaugurada em 27 de agosto de 1875, sendo uma das primeiras da Companhia Paulista de Estradas de Ferro (CP), com o nome de Rebouças, em homenagem ao engenheiro Antônio Pereira Rebouças Filho da própria companhia, falecido no ano anterior.
Por estar muito distante de seu então município, Campinas, impulsionou, a partir de um povoado já existente no local, a formação de um novo município, Sumaré, nome que adotou nos anos 1930.
Com a eletrificação da linha, inaugurada pela CP no trecho Campinas-Tatu, no qual está inclusa Sumaré, ainda em 1925, foi construída uma subestação retificadora elétrica próxima ao prédio da estação, com uma potência de 3 MW e sistemas manuais. Essa subestação foi, em 2008, tombada pelo IPHAN, graças à sua importância histórica.
Recebeu passageiros e carga até março de 2001, quando por ela passou o último trem de passageiros de longo percurso do estado de São Paulo; a eletrificação foi arrancada no mesmo ano, a subestação desativada. A partir de então, somente carga trafega na linha.  O prédio foi então abandonado, sendo restaurado pela prefeitura em 2005, porém, a concessionária da linha, ALL, ocupou novamente a estação em 2006, tratando-a com tamanho descaso que, poucos anos depois, já se encontrava depredada. A empresa abandonou-a novamente alguns anos depois, e o prédio passou a ser administrado pela prefeitura, seu uso atual sendo desconhecido, porém, ele encontra-se novamente restaurado e em bom estado de conservação, tendo sido tombado pelo patrimônio estadual em 2013.

## Projetos futuros
A estação faz parte do projeto de extensão futura do "Trem Intercidades" (TIC), eixo norte, rumo a Americana, que atualmente não tem data para ser implantado.